# Liste der Baudenkmäler in Theilheim
Auf dieser Seite sind die Baudenkmäler in der unterfränkischen Gemeinde Theilheim zusammengestellt. Diese Tabelle ist eine Teilliste der Liste der Baudenkmäler in Bayern. Grundlage ist die Bayerische Denkmalliste, die auf Basis des Bayerischen Denkmalschutzgesetzes vom 1. Oktober 1973 erstmals erstellt wurde und seither durch das Bayerische Landesamt für Denkmalpflege geführt wird. Die folgenden Angaben ersetzen nicht die rechtsverbindliche Auskunft der Denkmalschutzbehörde.
 Diese Liste gibt den Fortschreibungsstand vom 15. April 2020 wieder und enthält 14 Baudenkmäler.

## Baudenkmäler
| Lage                                   | Objekt                                   | Beschreibung | Akten-Nr.     | Bild                |
| -------------------------------------- | ---------------------------------------- | --- | ------------- | ------------------- |
| Bach (Standort)                        | Gedenkstätte                             | Gedenkkreuz mit Herz für das Opfer eines Verkehrsunfalls von 1923, Sandstein, 1927 | D-6-79-193-14 | BW                  |
| Bachstraße 1 (Standort)                | Relief                                   | in Rahmen eingelassene Pietà-Darstellung mit Karniesbogenabschluss, Sandstein, bez. 1851 | D-6-79-193-16 | BW                  |
| Bachstraße 14 (Standort)               | Kath. Pfarrkirche St. Johannes d. Täufer | Saalbau mit östlichem Chorturm und Spitzhelm, Turm Mitte 13. Jahrhundert, Langhaus wahrscheinlich romanisch, 1737 verlängert, Mitte 19. Jahrhundert nach Norden um ein Seitenschiff erweitert; mit Ausstattung | D-6-79-193-4  | weitere Bilder      |
| Bachstraße 14 (Standort)               | Ölbergkapelle                            | mit Figuren um 1500, um 1600 | D-6-79-193-4  | Ölbergkapelle       |
| Bachstraße 14 (Standort)               | Reste der ehemaligen Kirchhofbefestigung | Bruchsteinmauerwerk, wohl 18./19. Jahrhundert | D-6-79-193-4  | BW                  |
| Bachstraße 15 (Standort)               | St. Nepomuk-Statue                       | Figur des Hl. Johann Nepomuk auf Postament mit Inschriftenkartusche, Sandstein, Mitte 18. Jahrhundert | D-6-79-193-6  | St. Nepomuk-Statue  |
| Bachstraße 18 (Standort)               | Pfarrhaus                                | zweigeschossiger Massivbau mit Satteldach und Treppengiebeln, 17. Jahrhundert |               | Pfarrhaus           |
| Bachstraße 18 (Standort)               | Einfahrtstor                             | mit Wappen und Pforte mit Resten der Einfriedung, bezeichnet 1675 | D-6-79-193-5  | Einfahrtstor        |
| Biebelrieder Straße 1 (Standort)       | Heiligenfigur                            | Skulptur des Schmerzensmannes, Sandstein, 18. Jahrhundert | D-6-79-193-2  | Heiligenfigur       |
| Engental (Standort)                    | Bildstock                                | Reliefaufsatz mit Marienkrönung und Dreifaltigkeit, auf Säule, Sandstein, bezeichnet 1798 | D-6-79-193-3  | BW                  |
| Hauptstraße 12 (Standort)              | Tordurchfahrt                            | und Pforte, bezeichnet 1745 | D-6-79-193-7  | Tordurchfahrt       |
| Hauptstraße 23 (Standort)              | Wohngebäude                              | zweigeschossiger Satteldachbau mit massivem Erdgeschoss mit geohrten Fensterrahmungen und Fachwerkobergeschoss, bezeichnet 1568                                                                                | D-6-79-193-8  | Wohngebäude         |
| Hauptstraße 23 (Standort)              | Hochwassermarke                          | Inschriftenstein, bezeichnet 1551 | D-6-79-193-8  | BW                  |
| Hauptstraße 26 (Standort)              | Hoftorpfeiler                            | mit Wappenreliefs, 17. Jahrhundert | D-6-79-193-9  | Hoftorpfeiler       |
| Kirchgasse 2 (Standort)                | Wohngebäude                              | zweigeschossiger Massivbau mit Fachwerkgiebel und Satteldach, im Kern 17. Jahrhundert | D-6-79-193-10 | Wohngebäude         |
| Nähe Kilian-Wallrapp-Straße (Standort) | Ehemaliger Friedhof                      | ummauerte Anlage mit Grabmälern der 1. Hälfte des 20. Jahrhunderts; Einfriedung, Bruchsteinmauerwerk, 19./20. Jahrhundert                                                                                      | D-6-79-193-1  | Ehemaliger Friedhof |
| Nähe Kilian-Wallrapp-Straße (Standort) | Ehemaliger Friedhof                      | Leichenhalle, Massivbau mit Walmdach und Säulenumgang, 1927 | D-6-79-193-1  | BW                  |
| Nähe Kilian-Wallrapp-Straße (Standort) | Ehemaliger Friedhof                      | Priestergräber, mit ornamentalen Reliefs, von Julius Bausenwein, 1947/48 | D-6-79-193-1  | BW                  |
| Nähe Kilian-Wallrapp-Straße (Standort) | Ehemaliger Friedhof                      | zwei Kreuzwegstationen, von Julius Bausenwein, 1947/48 | D-6-79-193-1  | BW                  |
| Nähe Kilian-Wallrapp-Straße (Standort) | Alter Friedhof                           | Kreuzigungsgruppe, Kunststein, von Julius Bausenwein, 1947/48 | D-6-79-193-1  | Alter Friedhof      |
| Nähe Oberer Kirchberg (Standort)       | Flurkreuz                                | Kruzifix auf gebauchtem Sockel, Muschelkalk, um 1925 | D-6-79-193-15 | BW                  |
| Randersackerer Straße 2 (Standort)     | Bildstock                                | Reliefaufsatz mit Pietàdarstellung auf Säule über Tischsockel, Sandstein, 1684, erneuert 1962 | D-6-79-193-11 | Bildstock           |
| Türschengraben 2 (Standort)            | Heiligenfigur                            | Skulptur der St. Maria de Victoria, Sandstein, um 1700 | D-6-79-193-12 | Heiligenfigur       |